# Functie (techniek)
Een functie is de taak die een technisch (deel)systeem uitvoert.
De beschrijving daarvan wordt geformuleerd door een werkwoord en een zelfstandig naamwoord. Het werkwoord beschrijft hoe de taak wordt uitgevoerd en het zelfstandig naamwoord beschrijft wat er onderworpen wordt aan de actie. Het formuleren van functies wordt gebruikt bij het ontwerpen van een systeem. Bij functies wordt onderscheid gemaakt tussen de hoofdfunctie, de deelfuncties en de hulpfuncties. In een functieboom worden alle functies systematisch weergegeven.

## Hoofdfunctie
De hoofdfunctie wordt gedefinieerd als het bestaansrecht van het systeem. De hoofdfunctie van een koffiemachine is bijvoorbeeld koffie zetten.

## Deelfunctie
De deelfuncties worden afgeleid van de hoofdfunctie en zijn noodzakelijk om de hoofdfunctie te vervullen. Als voortgeborduurd wordt op het voorbeeld van een koffiemachine, zijn de deelfuncties van een koffiemachine als volgt:
- Opslag van water
- Verwarmen van water
- Transport van water
- Extraheren van koffie extract

## Hulpfunctie
Een hulpfunctie is nuttig voor het vervullen van de hoofdfunctie, maar niet noodzakelijk. Bij een koffiemachine is een melk dispenser bijvoorbeeld een hulpfunctie.